# 新楽金橘
新楽 金橘（にいら きんきつ、万延元年4月2日〈1860年5月22日〉 - 昭和15年〈1940年〉ごろ）は、日本の漢学者、教育者。私塾「余力学舎」（現在の海城中学校・高等学校の前身）の設立をはじめ、日本の近代教育のために力を尽くした。

## 人物
1860年、静岡県の士族の家に生まれる。漢学者を志し、1877年に静岡県浜松師範学校を卒業した。
1885年には芝区三田（現：港区三田）に私塾「余力学舎」を創立。新楽一人で漢文や英語を教え、生徒数は順調に増えていった。「余力学舎」は後に「東京英華学校」「海軍兵医学校予備校」と改称し、海軍兵学校や海軍軍医学校などに卒業生を送り出した。1891年、新楽は教育指導に専念するため、海軍少佐古賀喜三郎に学校経営の一切を引き継ぐ。このとき新たに設立された「海軍予備校」が、現在の海城中学校・高等学校の起源となっている。
その後新楽は、故郷静岡の豆陽中学校校長を任ぜられたのち、再び東京に戻って、海軍予備校や二松学舎などで生徒たちに教えを施した。この期間に新楽は、学者として「先秦時代文法研究」など権威ある論文を発表しただけでなく、生徒たちのためにも「点註十八史略読本・上中下」や「英文和訳五百題」などの教科書をも執筆し、広く愛読された。
新楽は晩年、古巣の海城中学校で再び教鞭をとったあと、1935年には第一線を退いた。海城学園発行『百年史』によれば、新楽は温厚な性格で、生徒が悪事を働くと思わず目をつぶってしまうほどだったという。

## 年譜
- 1860年（万延元年） - 静岡県の士族の家に誕生。
- 1877年（明治10年） - 静岡県浜松師範学校卒業。
- 1885年（明治18年） - 私塾「余力学舎」創立。
- 1891年（明治24年） - 私塾を一旦廃校とし、学校経営を海軍少佐古賀喜三郎に一任。新たに海軍予備校を設立し、同校幹事となる。
- 1893年（明治26年） - 中学校師範学校高等女学校漢文科免許状取得。
- 1895年（明治28年） - 静岡県立豆陽中学校校長に就任。
- 1897年（明治30年） - 海軍予備校講師に復帰。
- 1899年（明治32年）ごろ - 二松学舎・日本大学講師となる。
- 1918年（大正7年） - 旧制海城中学校講師に復帰。
- 1935年（昭和10年） - 旧制海城中学校を退職。

## 主な著作
- 『英文和訳五百題』（1894年、金蘭社）
- 『点註十八史略読本・上中下』（1895年、敬業社）
- 『英語冠詞用法』（1897年、敬業社）
- 『英文学余師』（1898年、敬業社）
- 『左伝抄：点註・巻一二三四』（1900年ごろ、内田老鶴圃）
- 『実用日本文典：中等教育・上下』（1902年、敬業社）
- 『先秦時代文法研究』（1932年、伊川堂書房）
- 『孝経読本』（1933年、伊川堂書房）